# Jan Raszka (Nordischer Kombinierer)
Jan Raszka (* 2. Dezember 1928 in Wisła; † 5. Februar 2007 ebenda) war ein polnischer Nordischer Kombinierer.

## Werdegang
Raszka, der auch im Skispringen, Skilanglauf, Slalom und der Abfahrt Wettbewerbe bestritt, begann während der deutschen Besetzung Polens mit dem Skisport. Gegen starke Konkurrenz aus Zakopane konnte Raszka auf nationaler Ebene immer wieder Erfolge erzielen und 1952 die polnische Meisterschaft in der Nordischen Kombination gewinnen. Im Jahr 1953 gewann Raszka bei den akademischen Weltwinterspielen auf dem Semmering unter anderem gemeinsam mit Tadeusz Kwapień in der Staffel Bronze. Beim prestigeträchtigen Czech-Marusarzówna-Memorial 1954 gelang ihm zudem auch auf internationaler Ebene ein Sieg und konnte darüber hinaus auch beim Spezialsprunglauf als Vierter ein gutes Ergebnis erzielen. Nachdem er 1948 aufgrund eines Beinbruchs sowie 1952 die Olympischen Spiele verpasst hatte, wurde er bei den Olympischen Winterspielen 1956 in Cortina d’Ampezzo eingesetzt, konnte dabei als 32. allerdings nur viertbester Pole werden. Nach dem siebten Rang bei den polnischen Meisterschaften über 50 km 1966 beendete Raszka seine Karriere.
Nach dem Ende seines sportlichen Werdegangs arbeitete Raszka als Trainer und betrieb darüber hinaus ein Sportgeschäft.